# Unicity
Centrum Handlowe Unicity (do 2012 Dom Towarowy Uniwersal, wcześniej PDT Uniwersal) – pierwszy dom handlowy w Łodzi, który powstał w 1967. Został zaprojektowany przez Jerzego Wilka i Antoniego Beilla. Położony jest w południowej części placu Niepodległości (adres: plac Niepodległości 4), sąsiaduje z fabryką Arelan S.A. i parkiem im. Legionów. 
Na decyzji władz Łodzi zaważyło sąsiedztwo rynku "Górniak" - Uniwersal miał konkurować z targowiskiem, na którym zarabiała ˌˌprywatna inicjatywaˈˈ. Dawniej codziennie był odwiedzany przez tłumy łodzian i mieszkańców okolicznych miejscowości, którzy chętnie robili zakupy w dobrze zaopatrzonych, jak na ówczesne czasy, sklepach. Przyciągały ich również pierwsze w Łodzi ruchome schody. W latach jego największej świetności było to ok. 130 tysięcy klientów każdego dnia. Na początku lat 90. sytuacja się zmieniła. W gmachu zrobiło się pusto. Pod koniec lat 90. wynajęła go ogólnopolska sieć sklepów Galeria Centrum, ale z powodu niewielkiej liczby klientów szybko się wyprowadziła. W kwietniu 2006 budynek kupiła warszawska spółka, która specjalizuje się w przebudowie pamiętających czasy PRL-u gmachów na biurowce i centra usługowe. Podobne plany miała również wobec Uniwersalu. Przygotowano projekt, otrzymano pozwolenie na budowę, rozpoczęcie prac planowano na wrzesień 2008. Tymczasem w IV kwartale budynek sprzedano łódzkiemu biznesmenowi.
We wrześniu 2012 roku ma być oddany po remoncie jako nowoczesne centrum handlowe.